# Harplinge väderkvarn

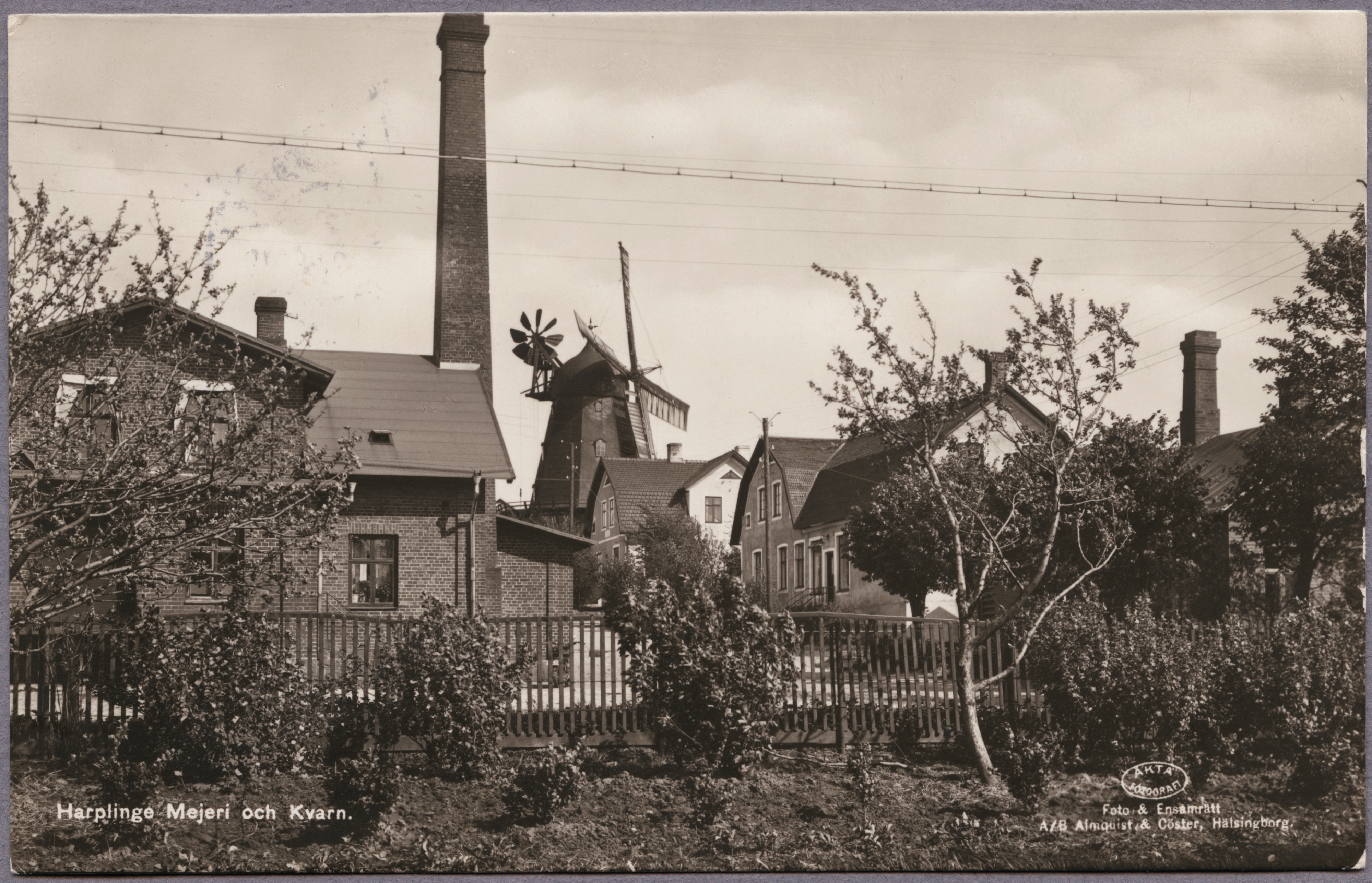
Harplinge mejeri och Harplinge väderkvarn

Harplinge väderkvarn är en väderkvarn av holländartyp i Harplinge i Halmstads kommun, som uppfördes 1895 av godsägare Gustaf von Segebaden i Fjälldalen. Den tillhör den yngsta generationen av holländare, vilka är självseglande - eller självdrejande - innebärande att hättan - och därmed vingarnas riktning - och seglens yta regleras automatiskt efter vindriktning och vindstyrka. Detta sker med hjälp av kvarnens vindrosett och ett system av vridbara spjäll på vingarna.
Väderkvarnen är placerad vid Kvarnliden på en upphöjning i slättlandet och mitt i byn Harplinge. Den har sex våningar samt en vind under hättan. 
Kvarnen användes med vinddrift under fyra olika ägare fram till 1930. År 1932 övertogs den av Arnoff Persson (död 1954) från Knäred, som renoverade den, moderniserade maskinparken och ersatte vindkraften med eldrift. Bland annat revs stjärnhjulet med axel ut, tillsammans med många övriga vinddrivna anordningar. Persson drev kvarnverksamheten fram till 1954.
Driften lades ned 1967. I början av 1990-talet var kvarnen i dåligt skick och hotades av rivning. Genom ett samarbete mellan Länsarbetsnämnden, Länsstyrelsen i Hallands län och Stiftelsen Hallands länsmuseer renoverades den för att återställas till ursprungligt utseende, varvid delar av kvarnmekaniken nytillverkades, som stjärnhjulet och stjärnhjulsaxeln. Nya vingar av trä tillverkades också.
Den ideella Harplinge Kvarnförening, som verkade 2001-2011, arbetade för att bevara kvarnen. Nuvarande ägare köpte kvarnen 2010.